# متلازمة ستيوارت–تريفيز
تشير متلازمة ستيوارت تريفيز إلى التهاب الغدد الليمفاوية، وهي تعقيدات نادرة تتشكل نتيجة لمرض الغدد الليمفاوية المزمن الذي طال أمده. على الرغم من أنه في معظم الأحيان إلى الأورام الخبيثة المرتبطة بالوذمة اللمفية المزمنة الناتجة عن استئصال الثدي أو العلاج الإشعاعي لسرطان الثدي ،  قد يعتبر أيضًا التهاب الغدد الليمفاوية الناتجة عن الأسباب الخلقية وغيرها من أسباب التهاب الغدد الليمفاوية الثانوي المزمن.  أصبحت الغدد الليمفاوية الناتجة عن مرض السرطان أقل شيوعًا مع التقنيات الجراحية الأفضل والعلاج الإشعاعي والعلاج المحافظ.  إن التشخيص، حتى مع الاستئصال الجراحي الواسع والعلاج الإشعاعي اللاحق، ضعيف. 

## علاج
العلاج الأفضل هو استئصال كبير أو بتر للطرف المصاب. العلاج الإشعاعي يمكن أن يسبق أو يتبع العلاج الجراحي. يمكن علاج الأورام التي تطورت محليًا أو التي انتشرت عن طريق العلاج الأحادي أو متعدد الكيميائيات، بشكل منهجي أو محلي.  ومع ذلك، لم يظهر أن العلاج الكيميائي والعلاج الإشعاعي يساهمان في البقاء على قيد الحياة بشكل أكبر.  في حالات الأطراف العلوية، يفضل بتر الربع الأمامي (فك مفصل الطرف العلوي مع الترقوة والكتف).

## تشخيص
الكشف المبكر هو المفتاح. عادة ما يعيش المرضى غير المعالجين من 5 إلى 8 أشهر بعد التشخيص. 

## حالات
في الستينيات، تفاوتت نسبة الإصابة بعد 5 سنوات من استئصال الثدي الجذري من 0.07٪ إلى 0.45٪.  اليوم، يحدث في 0.03٪ من المرضى بعد 10 سنوات أو أكثر من استئصال الثدي الجذري. 

## تاريخ
اكتشفه فريد دبليو ستيوارت ونورمان تريفيس في عام 1948.